# Gliczarów Górny
Gliczarów Górny ist ein Dorf der Gemeinde Biały Dunajec im Powiat Tatrzański der Woiwodschaft Kleinpolen in Polen in der Region Podhale. Das Dorf liegt im Gebirgszug Pogórze Bukowińskie etwa fünf Kilometer nördlich von Zakopane und fünfzehn Kilometer südlich von Nowy Targ.

## Sehenswürdigkeiten
Gliczarów Dolny wurde 1630 nach Walachenrecht gegründet. Der Ortsname kommt aus dem Walachischen und bedeutet Ort des starken Windes. Das Attribut Górny bedeutet Ober, also der höher gelegene Teil eines Ortes. Im Ort befindet sich eine moderne Kirche der Verklärung des Herrn.

## Tourismus
Es geht in Gliczarów Dolny ruhiger zu als in den benachbarten Skiorten Zakopane oder Bukowina Tatrzańska. Die touristische Infrastruktur wird ausgebaut. 

### Wintersport
Im Ort gibt es mehrere kleinere Liftanlagen.

## Galerie

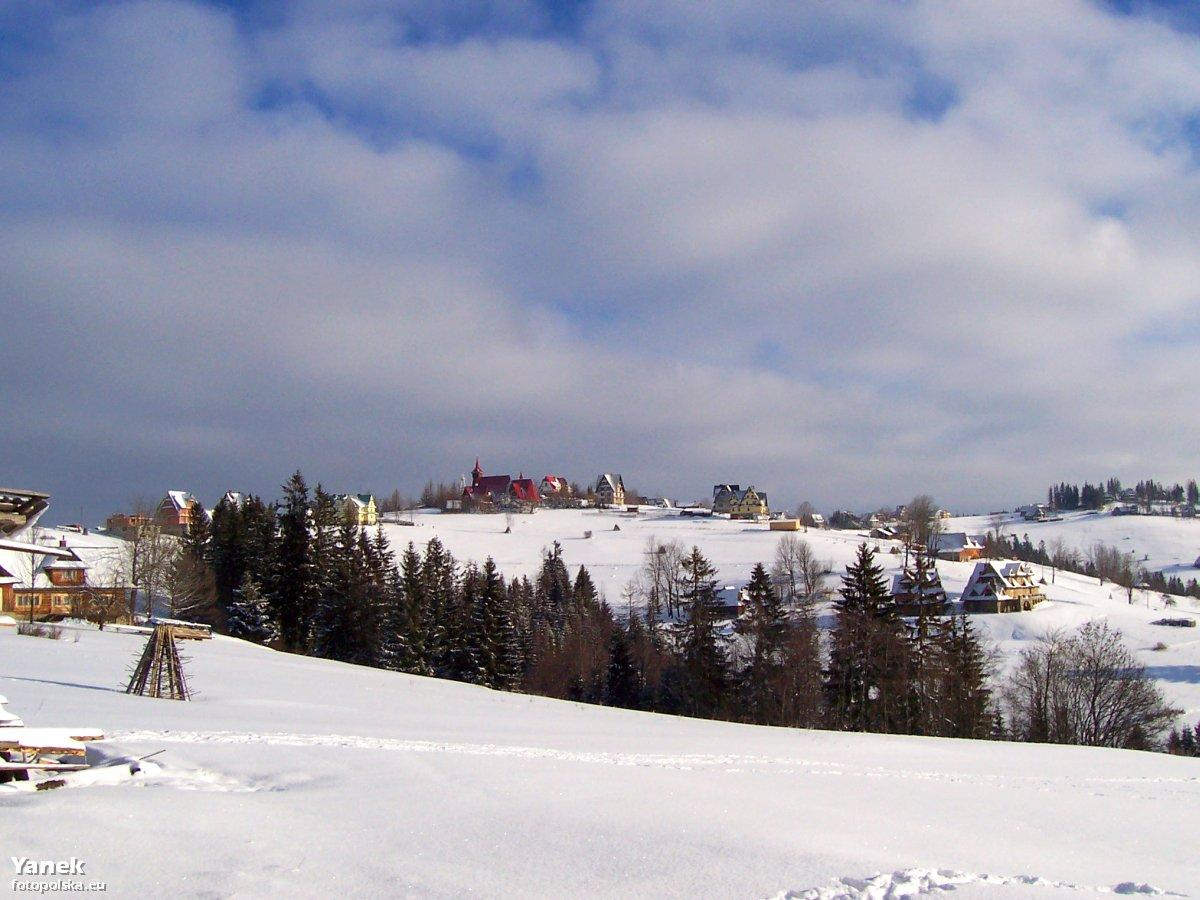
Winter
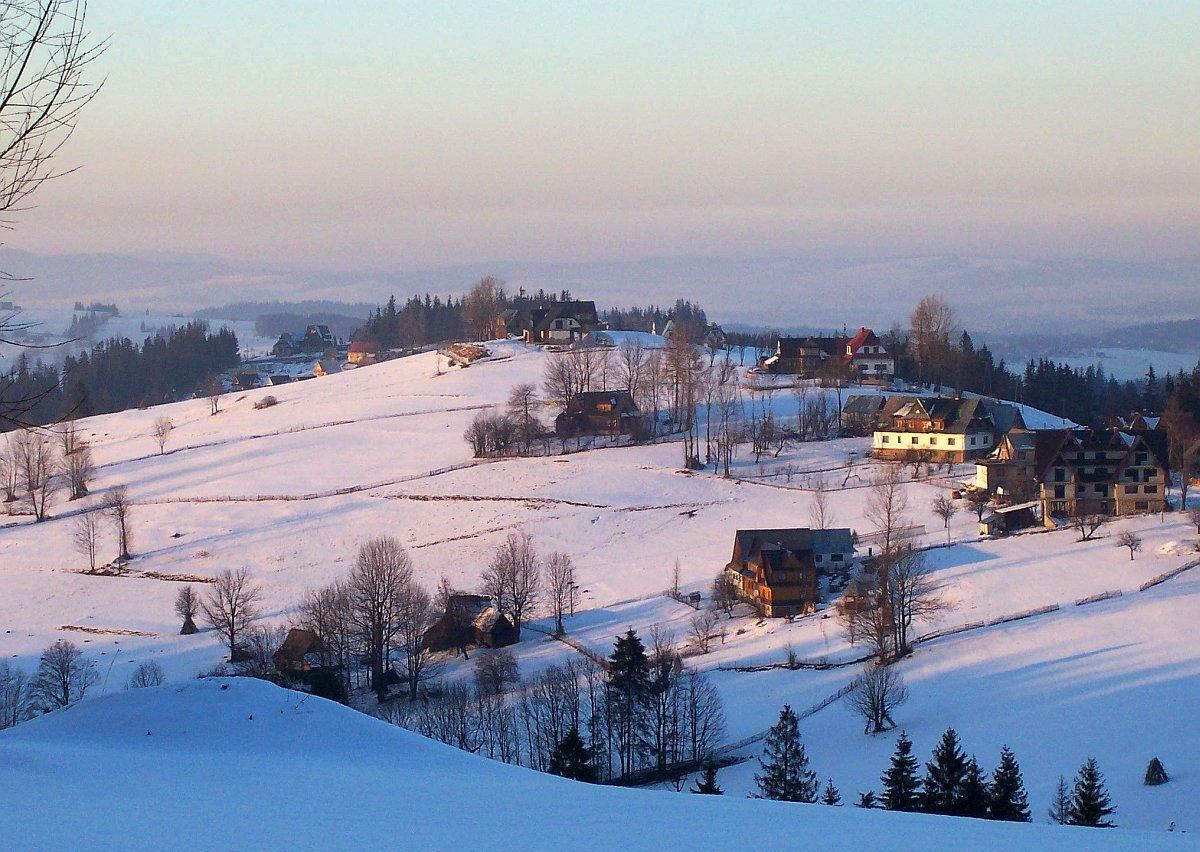
Winter